# 对叶齿缘草
对叶齿缘草（学名：Eritrichium pseudolatifolium）为紫草科齿缘草属的植物。分布于俄罗斯以及中国大陆的新疆等地，生长于海拔3,000米至3,400米的地区，多生在小溪边湿地及高山石缝，目前尚未由人工引种栽培。